# 利贡基奥
利贡基奥（義大利語：Ligonchio），是意大利雷焦艾米利亚省的一个市镇。总面积61平方公里，人口906人，人口密度14.9人/平方公里（2009年）。ISTAT代码为035025。